# Soso (Mississippi)
Pour les articles homonymes, voir Soso.
Soso est une ville américaine située dans le comté de Jones, dans le Mississippi. Selon le recensement de 2020, sa population est de 418 habitants.